# Albuca grandis
Albuca grandis är en sparrisväxtart som beskrevs av John Charles Manning och Peter Goldblatt. Albuca grandis ingår i släktet Albuca och familjen sparrisväxter. Inga underarter finns listade i Catalogue of Life.